# William Fenn Sr.
Pour les articles homonymes, voir Fenn et William Fenn.
William « Willy » Fenn Sr. ou Willie « Boy Wonder » Fenn, Sr.,, né en septembre 1880 à Meriden et mort à une date inconnue, est un coureur cycliste sur piste américain.
Sur le ¼ mile, le mile ou sur les 5 miles, Fenn occupait toujours le poste de scratchman. Il en gagnait neuf sur dix. Ce qui lui valait le titre de « Roi du Handicap » et l'honneur de figurer en grosses lettres sur les affiches d'outre-Atlantique aux côtés de son vieil adversaire : Frank Kramer.
Il est le père du coureur William Fenn Jr.

## Biographie
Il commence la compétition en 1895. Il est champion des États-Unis amateurs 1900,. Il passe professionnel en 1901. Sur la piste de Charles River Park de Boston, il bat Major Taylor, Lawson et Kramer dans une course de deux miles et de nouveau au vélodrome de Newark. La même année, il bat encore Kramer à New Haven et à Worcester. Il bat le record du monde du 5 miles en 10 min. 32 s. et 1/5 en juillet au vélodrome de Vailsburg,,, puis en 10 min. 13 s.. Il finit 4eme du championnat américain.
En 1902, à New Haven, il vient encore à bout de Kramer et bat Taylor dans un match-poursuite. À la fin du circuit américain de 1902, le jeune professionnel se classe troisième du championnat, derrière Kramer et Major Taylor.
En 1903, il finit second derrière Kramer dans toutes les épreuves du championnat. En 1904, il confirme son succès de l'année précédente et se classe encore immédiatement derrière le grand rival de Major Taylor,,. Enfin, en 1904, aux épreuves de Saint-Louis, il arrive à enlever les deux prix les plus importants du meeting officiel. Sur une piste en terre, il gagne un ¼ mile en 29 secondes et un ½ mile en 59 s. 1/5. Kramer finit dans sa roue chaque fois.
Début 1905, engagé par Robert Coquelle, il vient courir à Paris,. Il gagne un match contre Charles Piard à Buffalo, et perd contre Edmond Jacquelin. Il fait aussi des belles courses à Lyon, à Anvers et à Amsterdam, battant des adversaires de qualité comme Schilling, Bader, Grogna. Souffrant de dépression, il retourne aux États-Unis en juin. Il finit 3eme du championnat 1905. Sa carrière connait un creux à partir de 1906. Fenn revient en France en 1907 pour courir une série de matchs, notamment contre Major Taylor.
En 1910, il gagne les Six Jours de Newark associé avec Frank Kramer. Malade, il arrête sa carrière sportive en 1910,. Il tient ensuite une station-service.

## Palmarès

### Championnats des États-Unis
- 1900
  -  Champion des États-Unis de vitesse - amateur[4]
- 1904
  - 2e du championnat des États-Unis de vitesse
- 1905
  - 3e du championnat des États-Unis de vitesse[26]
- 1906
  - 2e du championnat des États-Unis de vitesse[26]
- 1907
  - 2e du championnat des États-Unis de vitesse[26]

### Six jours
- 1908
  - Six Jours de Pittsburgh (avec Frank Kramer)

- 1910
  - Six Jours de Newark (avec Frank Kramer)